# Clarence Seedorf Stadion
Clarence Seedorf Stadion is een voetbalstadion in het district Para in Suriname. Drijvende kracht achter de bouw van dit stadion is de Surinaams-Nederlandse voetballer Clarence Seedorf, naar wie het stadion is vernoemd. Hij stak 4 miljoen gulden (1,8 miljoen euro) in het project. Het stadion heeft een capaciteit van 2.000 plaatsen en is een van de modernste stadions van Suriname.

## Historie
Het stadion is gebouwd op Baka Para, de familiegrond van de familie Seedorf, en is bedoeld als geschenk aan de Surinaamse gemeenschap. Seedorf bekostigde rond de 1,8 miljoen euro aan de bouw ervan. Het stadion werd op 30 juni 2001 geopend met een wedstrijd tussen SV Transvaal, de toenmalige landskampioen van Suriname, en de Suriprofs. In het stadion wordt ook vaak een Para Junior League gehouden, een door Seedorf georganiseerde competitie waarin jeugdvoetballers uit Para tegen elkaar uitkomen. Ook de Suriprofs en SV The Brothers speelden vaak in dit stadion.
Het concept was in de eerste jaren succesvol. Het stadion werd vanuit het hele district bezocht door mr dan. 600 jongeren, die daar niet alleen gratis trainingen kregen, maar ook voetbalschoenen, medische verzorging, een verzekering en eten en drinken.
In 2008 wilde Seedorf nog eens drie miljoen euro schenken, waarbij hij in ruil zeggenschap wilde hebben. Hij had daarbij een plan geheel uitgewerkt om Suriname naar het WK te loodsen. De Surinaamse Voetbal Bond weigerde het geld, omdat het die inspraak niet wilde geven. Daarnaast bleef de omarming van het plaatselijke bedrijfsleven uit. In 2010 trok Henry Seedorf, de oom van Clarence die aan het hoofd van zijn stichting Future With Values stond, zijn handen van het sportcomplex af. Het beheer kwam in handen van On Champion onder leiding van Xaviera Jessurun. Het gebouw bleef in de jaren daarna onderhouden. Jonge spelers kwamen er echter niet meer omdat er geen donors en sponsors zijn, noch de SVB bereid is om financieel bij te dragen. Het stadion werd in april 2018 te koop gezet.

## Locatie
Het Clarence Seedorf Stadion ligt aan de Martin Luther Kingweg (bekend als de Highway) in Oost-Para op 32 kilometer (een half uur rijden) van de hoofdstad Paramaribo.
In de sportkantine treft men shirts aan van Ajax, Sampdoria, Real Madrid, Internazionale, AC Milan en Oranje, die allen gedragen zijn door Clarence Seedorf.